# Wélton Araújo Melo
Wélton Araújo Melo, kurz Wélton, (geboren am 17. April 1975 in Rio de Janeiro, Brasilien) ist ein brasilianischer Fußballspieler.

## Karriere
Wélton begann seine Karriere 1994 beim Fluminense FC. 1995 wechselte er zu Flamengo Rio de Janeiro. Ab 1996 spielte er in der Major League Soccer beim neu gegründeten Verein New England Revolution, bei dem er für eine Saison unter Vertrag stand. Am 10. März 1998 unterzeichnete er einen Vertrag bei Los Angeles Galaxy. In der Saison 1999/2000 wechselte er zum Verein Miami Fusion, im April 2001 bekam er einen Vertrag bei den Pittsburgh Riverhounds. 2002 wechselte er zum brasilianischen Verein Paraná Clube, ein Jahr später zum norwegischen Verein Fredrikstad FK. Zum Abschluss seiner Karriere unterschrieb er am 4. April 2004 für die Saison einen Vertrag bei den Seattle Sounders.
1995 absolvierte er ein Spiel in der brasilianischen Fußballnationalmannschaft in der Jugendklasse.